# Ypiranga Futebol Clube (Erechim)
El Ypiranga Futebol Clube o más conocido como Ypiranga de Erechim, es un club de fútbol de la ciudad de Erechim en el estado de Río Grande del Sur, Brasil. Fue fundado en 1924 y actualmente disputa el Campeonato Gaúcho, primera división del estado de Río Grande del Sur; y el Campeonato Brasileño de Serie C, tercera división nacional.

## Historia
El Ypiranga Futebol Clube fue fundado el día 18 de agosto de 1924, por un grupo de descontentos con la conducción del único club existente en la ciudad, el Ítalo-Brasileiro. El grupo de fundadores estaba formado por: João Reus Sólon, Jacinto Godoy, Silvestre Péricles de Góis Monteiro, José Maria de Amorim, Nilo Amorim, Vitório Alavise, Ercília Monica Di Francesco Amorim, entre otros. 
En 1965, Ypiranga disputa su primera competición profesional oficial de carácter estadual, la Segunda Divisão estadual de aquel año. En 1967, el club consigue su ascenso a la división principal por primera vez. El año 1994, el club obtiene su mejor colocación en un Campeonato Gaúcho un tercer lugar.
En 2015, el club llega a cuartos de final del Campeonato Gaúcho, siendo eliminado por Juventude. Esta campaña le da acceso a disputar el Campeonato Brasileño de Serie D, luego de superar la primera fase grupal del torneo, supera a Rio Branco de Acre en octavos de final, y a Caldense en cuartos de final consiguiendo de esta manera su acceso a la série C del Brasileirão.
En 2016, por primera vez en su historia, accede a tercera fase de Copa do Brasil.
En 2022 llega por primera vez a una final del Campeonato Gaúcho, enfrentándose al Grêmio en partidos de ida y vuelta, los cuales perdió ambos, consagrándose así subcampeón por primera vez.

## Estadio
El Ypiranga disputa sus partidos en el Estadio Olímpico Colosso da Lagoa inaugurado en 1970 y que cuenta con una capacidad de 22.000 espectadores. El Colosso da Lagoa es el tercer mayor estadio de Rio Grande do Sul, solo superado por el Beira-Rio y el Arena do Grêmio.

## Palmarés

### Torneos regionales
- Campeonato Gaúcho:

Subcampeón: 2022
- Campeonato Gaúcho - Serie A2 (5): 1967, 1989, 2008, 2014, 2019